# 長谷川建一
長谷川 建一（はせがわ けんいち）は、香港で活動する日本の国際金融ストラテジスト。

## プロフィール
- 京都大学法学部卒、神戸大学大学院を修了し経営学修士（MBA）[1]
- シティバンクグループ日本及びニューヨーク本店にて資金証券部門の要職を歴任[2]
- シティバンク日本のリテール部門やプライベートバンク部門で活躍
- 2004年末に東京三菱銀行(現MUFG銀行)に移籍し、リテール部門でマーケティング責任者として働く
- 2015年に香港で限定銀行ライセンスを取得しNippon Wealth Limitedを創業
- 2021年4月に独立
- 世界水準の投資機会や戦略、アジア事情に精通。香港をはじめ、日本やアジア各地での講演も多数行っており。丁寧でわかりやすい解説には定評がある。[要出典]